# Tríada catalítica

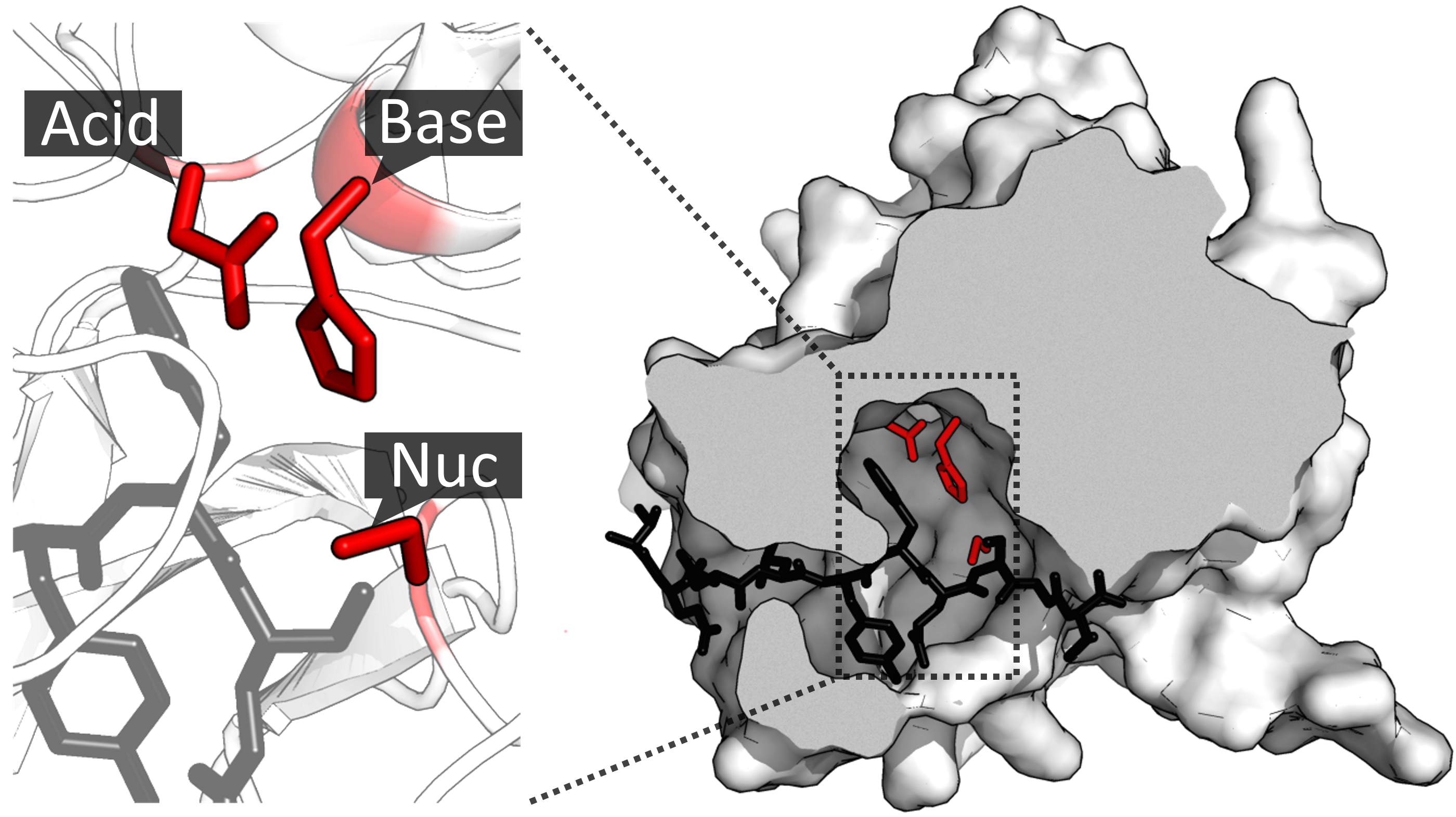
Un enzim (Proteasa TEV 1lvm) unida a un substrat (en negre) que conté una tríada catalítica de residus (en vermell). La tríada consisteix en un residu àcid (Acid), una histidina (Base) i un nucleòfil (Nuc). En el cas de la proteasa TEV, el residu àcid és un aspartat, i el nucleòfil és una cisteïna.

Tríada catalítica en biologia es refereix als tres residus químics d'aminoàcids que funcionen en conjunt al centre del lloc actiu d'alguns enzims hidrolasa i transferasa (per exemple, els de proteasa, amidasa, esterasas, acilasa, lipasa i β-lactamases). Una tríada Àcid-Base-Nucleòfil és un motiu comú per a la generació d'un residu nucleofílic per a la catàlisi covalent. Els residus formen una xarxa de càrregues que polaritzen i activen el nucleòfil, aquest ataca els substrat formant un intermediari covalent que posteriorment és hidrolitzat per a generar un enzim lliure. El residu nucleofílic generalment és serina o una cisteïna però de vegades pot ser una treonina.
Pel fet que els enzims es pleguen en estructures estructures tridimensionals, els residus a la tríada catalítica poden estar molt allunyats els uns dels altres sobre la seqüència primària, tanmateix, es troben estretament relacionats amb el plegament final.
Les triades catalítiques són un exemple de l'evolució divergent de funció (fins i tot amb el nucleòfil de la tríada), però també les tríades catalítiques mostren alguns dels exemples de l'evolució convergent. Les limitacions químiques del procés catalític han conduït a la mateixa solució catalític com a mínim per a 23 superfamílies diferents d'enzims que van evolucionar de forma independent. Per tant, el seu mecanisme enzimàtic és un dels més ben estudiats de tota la bioquímica.

## Història
Les estructures de la tripsina i quimotripsina van ser resoltes per primera vegada a la dècada de 1930. El membre nucleofílic de la tríada de la tripsina i quimotripsina va ser identificat com la serina per modificació amb diisopropil fluorofosfat a la dècada de 1950. A aquestes se li van sumar altres seqüències de proteases a la dècada de 1960, que van revelar una família de proteases emparentades, la qual actualment rep el nom de la família S1. Simultàniament es va trobar en les estructures de la papaïna i subtilisina, uns enzims sense cap relació evolutiva amb les anteriors, que contenien tríades anàlogues. El mecanisme de "relleu de càrrega" per a l'activació del nucleòfil per altres membres de la tríada es va proposar per primera vegada a finals de la dècada de 1960. Amb les noves tècniques com la cristal·lografia de raigs X, a les dècades de 1970 i 1980, es van anar trobant noves homologies biològiques i tríades anàlogues (com les de la papaïna). El sistema de classificació MEROPS a les dècades de 1990 i 2010 començà a classificar les proteases en superfamílies d'enzims estructuralment relacionades, actuant per tant com una base de dades per a registrar l'evolució convergent de més de 20 superfamílies d'enzims. La comprensió de les limitacions donades per la química a l'evolució, que ha conduït a la convergència de moltes famílies d'enzims fins a contenir la mateixa geometria de tríada catalítica, es va començar a entendre a la dècada de 2010.

## La identitat dels membres de les tríades

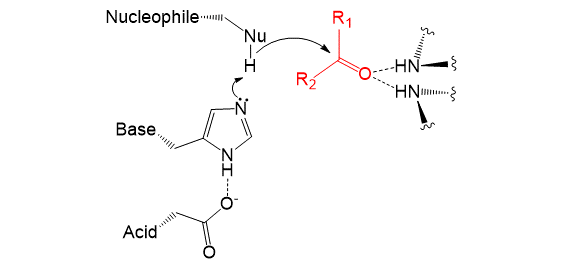
Un sistema de relleu de càrregues format per una tríada catalítica trobada en diferents proteases. El residu àcid, comunament un glutamat o aspartat, alinea i polaritza la base (generalment una histidina) la qual al seu torn activa al nucleòfil, generalment una serina o cisteïna, encara que de vegades pot ser una treonina. La configuració de la tríada redueix el pKa del residu nucleofílic, el qual posteriorment ataca el substrat. Un forat d'oxoanió carregat positivament generalment en l'esquelet amida, estabilitza l'augment de càrrega en l'estat de transició del substrat.

### Nucleòfil
La cadena lateral del residu nucleofílic porta terme un procés de catàlisi covalent sobre el substrat. El parell solitari d' electrons present a l'oxigen o el sofre del nucleòfil ataca el carboni del grup carbonil. Els 20 aminoàcids canònics no contenen grups funcionals prou nucleofílics per a portar a terme moltes reaccions catalítiques particularment difícils. A la natura, els nucleòfils usats més comunament són en grup alcohol (OH) d'una serina i el grup tiol/tiolat (SH/Plantilla:Fquim) d'una cisteïna. La introducció del nucleòfil dins d'una tríada aconsegueix fer-lo cataliticament més actiu.

### Base
Donat que no existeixen aminoàcids naturals que siguin nucleòfils forts, la base en la tríada catalítica polaritza i desprotona el nucleòfil augmentant la seva reactivitat. Addicionalment, protona el primer producte i ajuda a alliberar el grup que en surt. Generalment es tracta s'una histidina. Less β-lactamasa com la TEM-1 utilitzen com a base un residu de lisina. Per tal d'evitar els xocs estèrics, les treonina proteasa fan ús de la seva amida N-terminal com la base, per augmentar la reactivitat de la treonina catalítica.

### Àcida
El residu acídic alinea i polaritza el residu bàsic. Generalment és un aspartat o glutamat. Alguns enzims només són actius amb una díada. Per exemple, la papaïna fa ús d'una asparagina com el tercer membre de la tríada, el qual orienta a la histidina, però no actua com àcid. De forma similar la proteasa de l'hepatitis A conté una molècula d'aigua en la posició en la qual hauria d'estar el residu àcid. Finalment, les proteases de citomegalovirus utilitzen un parell d' histidines, una que actua com la base i l'altra com l'àcid. La segona histidina no és tan efectiva com a àcid com sí que ho són el glutamat o l'aspartat, per la qual cosa té menys eficiència catalítica.

## Exemples de tríades

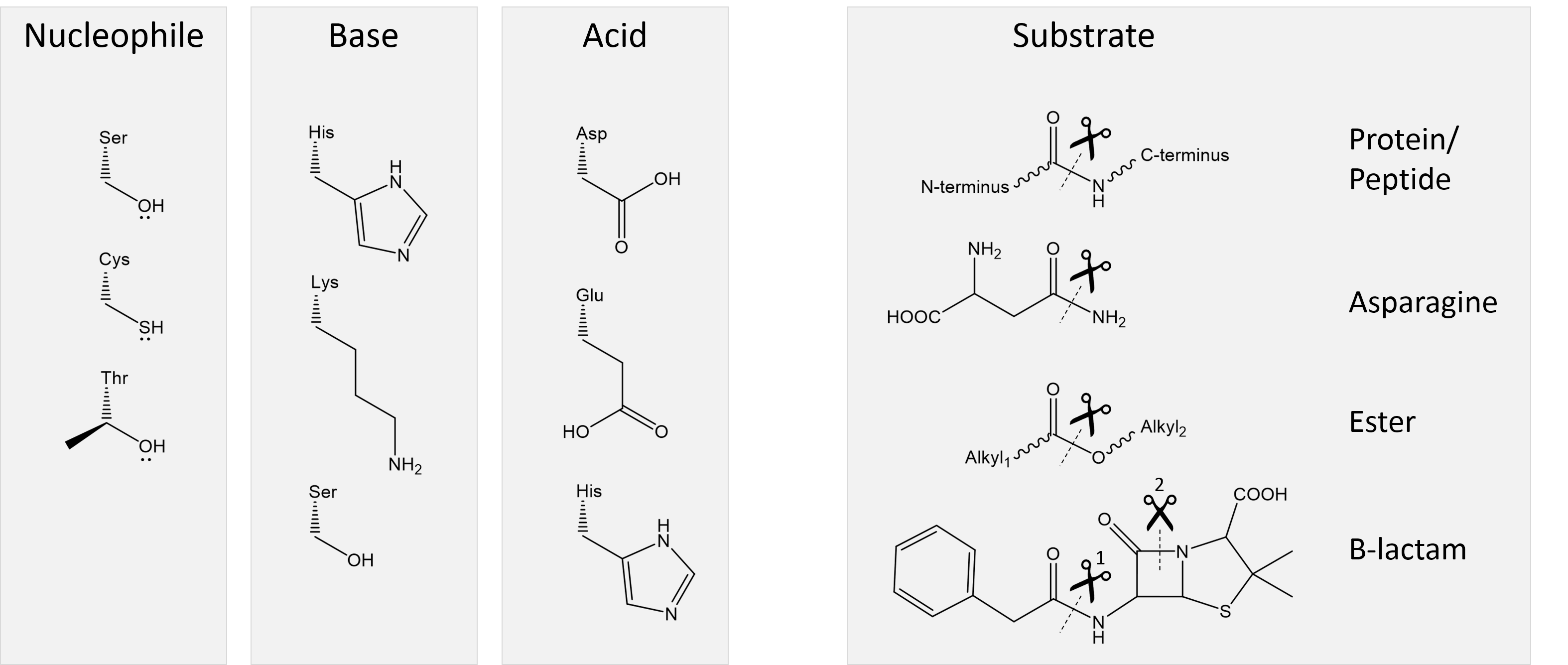
El rang d'aminoàcids utilitzats en diferents combinacions per a formar una tríada catalítica que porta a terme la hidròlisis. A l'esquerra es troben els membres nucleòfil, base i àcid de la tríada. A la dreta es troben els diferents substrats amb l'enllaç tallat indicat per unes tisores. A la penicil·lina G (un antibiòtic beta-lactàmic) existeixen dos enllaços diferents que poden ser tallats per una penicil·lasa (1) o per una beta-lactamasa (2)

### Ser-His-Asp
La quimotripsina (superfamília PA, Família S1) es considera un dels enzims que contenen una tríada clàssica. Fa ús d'un motiu serina-histidina-aspartat per a produir la proteòlisi. Mitjançant un enllaç d'hidrogen, la histidina augmenta el seu pKa fins a 12.. Això permet la histidina funcionar com una base general forta, i desprotonar la serina. La serina al seu torn, actua com un nucleòfil atacant el carboni carbonílic i força l'oxigen carbonílic a acceptar un electró, formant un intermediari tetraèdric. Aquest intermediari s'estabilitza per un forat d'oxoanió, involucrant l'esquelet amida de la serina.
El col·lapse d'aquest intermediari per a regenerar el carbonil, provoca que la histidina doni el seu protó al nitrogen unit al carboni alfa. El nitrogen i el fragment de pèptid C-terminal unit deixen el lloc per difusió. Després es forma un altre intermediari tetraèdric. L'OH és un grup sortint més pobre que el fragment C-terminal, de manera que el grup serina es desprèn i guanya de nou un protó des de la histidina. El grup N-terminal del pèptid escindit ara abandona el lloc actiu per difusió.
La mareixa tríada ha evolucionat també en les α/β hidrolasa com són algunes lipases o esterasaesterases. Tanmateix la quiralitat es troba invertida. Addicionalment s'ha trobat que l'acetil hidrolasa cerebral també posseeix aquesta tríada. La triada equivalent serina-histidina-glutamat és la que utilitza l'enzim acetilcolinesterasa.

### Cys-His-Asp
Diverses famílies de cisteïna proteasa usen aquesta tríada, per exemple TEV proteasa (Superfamília PA, Família C4) i la papaïna (Superfamília CA, Família C1).

### Ser-His-His
La tríada de la proteasa de cytomegalovirus (Superfamily SH, Family S21) utilitza histidina com àcid i com a base.

### Ser-Glu-Asp
És una tríada inusual que es troba en les proteases de seldolisina (Superfamily SB, Family S53). Es creu que és una adaptació ambiients específics com els ambients de fonts calentes àcides o el lisosoma.